# Tomotilus saitoi
Tomotilus saitoi är en fjärilsart som beskrevs av Kôji Yano 1961. Tomotilus saitoi ingår i släktet Tomotilus och familjen fjädermott. Inga underarter finns listade i Catalogue of Life.